# Fabrika automobila Priboj

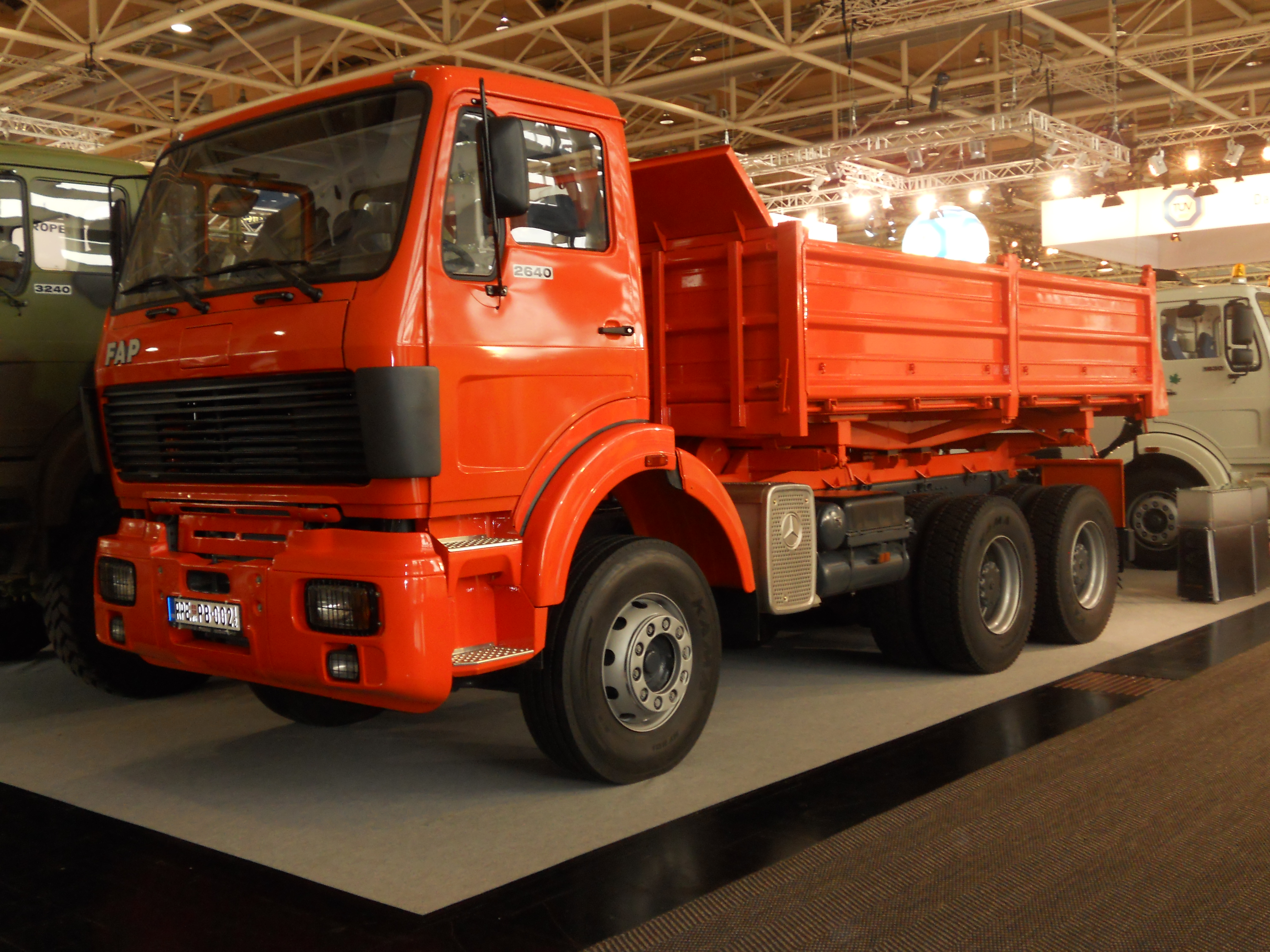
FAP 2640 autovolquete en la exposición Salón Internacional del Automóvil (IAA) en Hanóver 2012

Fabrika Automobila Priboj, conocida como FAP, es un fabricante serbio de vehículos de carga localizado en Priboj, Serbia. La línea de productos de FAP está mayormente compuesta de autobuses, tractores, tráilers, y camiones en venta aún solamente en Serbia. La compañía goza de un acuerdo de entendimiento de larga duración con el fabricante alemán Mercedes-Benz, quien le provee muchas de las máquinas para la manufactura de los camiones, sus componentes y motores; aparte de las licencias de producción de muchos de sus modelos identificados con el logotipo de FAP.
La fábrica FAP y el fabricante de vehículos comerciales chino Dongfeng han suscrito un memorándum de cooperación para ensamblar camiones Dongfeng a principios del año 2010 para el mercado europeo en la planta serbia.

## Línea de camiones

### Transportes de carga
- FAP 1318
- FAP 1620
- FAP 1823
- FAP 1824
- FAP 1828
- FAP 2235

### Línea de volquetes
- FAP 1318
- FAP 1418
- FAP 2021 RBK
- FAP 2023 RBK
- FAP 2021 RBS
- FAP 2628 RBK
- FAP 2629 RBK
- FAP 2630 RBK
- FAP 2635 RBK
- FAP 3035 RBK
- FAP 4140 RBK

### Tractores
- FAP 1835 RBDT
- FAP 1840 RBDT
- FAP 2635 RBDT
- FAP 1842 RBDT

### Vehículos especializados
- FAP 1118
- FAP 2026
- FAP 2228

## Autobuses

### Buses de servicio interurbano
- FAP A-537
- FAP A-547 (de piso bajo)

### Buses de servicio intermunicipal
- FAP A-637

### Buses de servicio interdepartamental
- FAP A-777

### Minibuses
- FAP A-402